# Marc Platt (producent)
Marc E. Platt (ur. 14 kwietnia 1957 w Pikesville) – amerykański producent filmowy, telewizyjny, wykonawczy i teatralny. Dwa wyprodukowane przez niego filmy (Most szpiegów i La La Land) były nominowane do Oscara w kategorii najlepszy film.

## Życiorys

### Młodość
Urodził się i został wychowany w konserwatywnym żydowskim domu w Pikesville w stanie Maryland. Jego matka Sue Ellen była nauczycielką, a ojciec Howard Platt pracował w sklepie obuwniczym. Platt ma starszego brata i młodszą siostrę. Ukończył Pikesville High School w 1975 roku i University of Pennsylvania w 1979 roku, gdzie był członkiem University of Pennsylvania Glee Club. Następnie uzyskał tytuł doktora nauk prawnych w New York University School of Law i rozpoczął karierę jako prawnik.

### Kariera
Zajmował się produkcją w trzech studiach filmowych, w tym m.in. Orion Pictures, TriStar Pictures i Universal Studios. Od tego czasu Platt założył własną firmę producencką Marc Platt Productions w ramach domeny Universal i nadal realizuje kreatywne projekty. Jego firma wyprodukowała filmy Legally Blonde i miniserial HBO Empire Falls.
Był producentem wykonawczym filmu dokumentalnego Droga do 9/11, który miał premierę na ABC na pięciolecie 11 września w 2006. Film był kontrowersyjny i został oskarżony o fabularyzację wydarzeń, które doprowadziły do ataków z 11 września 2001, szczególnie tych z udziałem administracji Clintona.
Był także producentem musicalu „Wicked” na Broadwayu.

## Życie prywatne
Platt mieszka w okolicy Los Angeles w stanie Kalifornia z żoną Julie i pięciorgiem dzieci, w tym aktorem Benem Plattem. Marc wraz z jego żoną, również absolwentką uniwersytetu w Pennsylvanii, sfinansowali budowę sali występów na terenie kampusu. Dziś sala nazywa się Platt Student Performing Arts House. Jego firma od momentu powstania przyjmuje co najmniej jednego studenta z Penn rocznie.

## Filmografia
Producent każdego filmu, chyba że napisane inaczej.

### Film
| Rok           | Film                              | Rola                 |
| ------------- | --------------------------------- | -------------------- |
| 1987          | Campus Man                        | producent wykonawczy |
| 2001          | Josie and the Pussycats           |                      |
| 2001          | Legalna blondynka                 |                      |
| 2003          | Legalna blondynka 2               |                      |
| 2003          | Honey                             |                      |
| 2005          | Szczęśliwe zakończenia            | współproducent       |
| 2005          | Idealny facet                     |                      |
| 2007          | Ciemność rusza do boju            |                      |
| 2008          | Wanted – Ścigani                  |                      |
| 2008          | Rachel wychodzi za mąż            |                      |
| 2009          | Legalne blondynki                 |                      |
| 2009          | Miłość i inne komplikacje         |                      |
| 2009          | Dziewięć                          |                      |
| 2010          | Fujary na tropie                  |                      |
| 2010          | Scott Pilgrim kontra świat        |                      |
| 2010          | Charlie St. Cloud                 |                      |
| 2011          | Drive                             |                      |
| 2011          | Honey 2                           | producent Wykonawczy |
| 2013          | Evidence                          |                      |
| 2013          | Agenci                            |                      |
| 2014          | Song One                          |                      |
| 2014          | Zimowa opowieść                   |                      |
| 2014          | We'll Never Have Paris            | producent Wykonawczy |
| 2014          | Lost River                        |                      |
| 2014          | Mockingbird                       |                      |
| 2014          | Tajemnice lasu                    |                      |
| 2014          | Six Dance Lessons in Six Weeks    | producent Wykonawczy |
| 2015          | Ricki and the Flash               |                      |
| 2015          | Most szpiegów                     |                      |
| 2016          | La La Land                        |                      |
| 2016          | Honey 3: Dare to Dance            | producent Wykonawczy |
| 2016          | Dziewczyna z pociągu              |                      |
| 2016          | Billy Lynn's Long Halftime Walk   |                      |
| 2018          | Hotel Artemis                     |                      |
| 2018          | Nappily Ever After                |                      |
| 2018          | Mary Poppins powraca              |                      |
| 2019          | Aladdin                           | producent Wykonawczy |
| 2020          | The Trial of the Chicago 7        |                      |
| 2021          | Cruella                           |                      |
| 2023          | Mała Syrenka                      |                      |
| 2024          | Wicked                            |                      |
| 2025          | Śnieżka                           |                      |
| Data nieznana | Dear Evan Hansen                  |                      |
| Data nieznana | Oliver Twist                      | współproducent       |
| Data nieznana | Once on This Island               |                      |
| Data nieznana | The Kidnapping of Edgardo Mortara |                      |
| Data nieznana | The Magic School Bus              |                      |
| Data nieznana | Thunder Force                     |                      |

### Telewizja
| Rok     | Tytuł                                           | Rola                 | Uwagi               |
| ------- | ----------------------------------------------- | -------------------- | ------------------- |
| 2002    | MDs                                             | producent wykonawczy | N/A                 |
| 2003    | Panie Ambasadorze                               | producent wykonawczy | film telewizyjny    |
| 2003    | Legalna blondynka                               | producent wykonawczy | pilot telewizyjny   |
| 2005    | Empire Falls                                    | producent wykonawczy | N/A                 |
| 2005    | Pewnego razu na materacu                        | producent wykonawczy | film telewizyjny    |
| 2006    | Droga do 11 września                            | producent wykonawczy | N/A                 |
| 2009–10 | Na scenie                                       | producent wykonawczy | N/A                 |
| 2016    | Smar: na żywo                                   | producent wykonawczy | telewizja specjalna |
| 2017    | Świąteczna historia na żywo!                    | producent wykonawczy | telewizja specjalna |
| 2018    | Jesus Christ Superstar na żywo podczas koncertu | producent wykonawczy | telewizja specjalna |
| 2018    | Bardzo złe Halloween                            | producent wykonawczy | telewizja specjalna |
| 2019    | Wypożycz na żywo!                               | producent wykonawczy | telewizja specjalna |

## Produkcje teatralne i musicalowe
- 1983: Total Abandon (sztuka, producent)
- 2003–obecnie: Wicked (musical)
- 2006: Three Days of Rain (sztuka)
- 2008–2009: Pal Joey (musical, współpracownik)
- 2014: If / Then (musical)
- 2016: Oh, Hello on Broadway (sztuka)
- 2017: War Paint (musical)
- 2017: Nieprzyzwoity (sztuka)